# Ji'an (Tonghua)
Ji'an léase Juéi-Nan (en chino:集安市, pinyin:Jí'ān shì) es un municipio bajo la administración directa de la ciudad-prefectura de Tonghua. Se ubica en la provincia de Jilin , noreste de la República Popular China . Su área es de 3408 km² y su población total para 2010 fue de +200 mil habitantes.

## Administración
El municipio de Ji'an se divide en 14 pueblos que se administran 3 subdistritos en 9 poblados y 2 villas.